# Aletas (buceo)

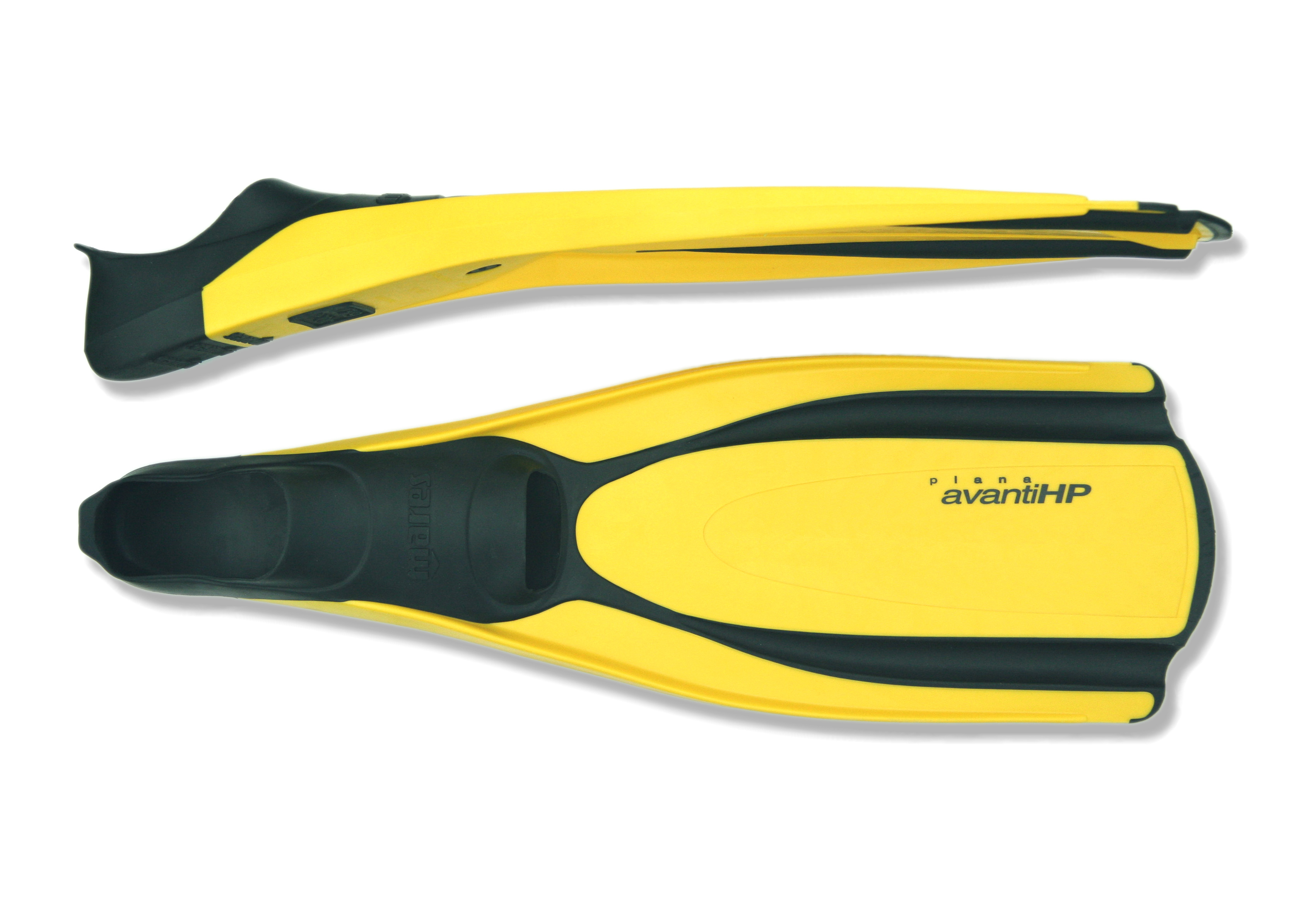
Aletas de pie («full») completas.

Las aletas, aletas de buceo o aletas de rana, también llamadas  patas de rana en Argentina, son un dispositivo de goma o plástico que se calza en los pies y que sirve para impulsarse en o bajo la superficie del agua. Se les llama aletas porque cada una de ellas tiene la forma de una aleta de pez.

## Historia
Tal y como se las conoce hoy en día las aletas de natación y de buceo fueron inventadas por el francés Louis de Corlieu, capitaine de corvette (capitán de corbeta) de la Marina Nacional de Francia. Para su primer prototipo De Corlieu hizo en 1914 una demostración práctica en presencia de un grupo de oficiales de la Marina, siendo uno de ellos Yves Le Prieur quien en 1926 iba a inventar (y en 1934, perfeccionar) una serie de modelos de escafandra autónoma. De Corlieu abandonó la Marina en 1924 para dedicarse únicamente a sus inventos, lo que hizo pensar al capitaine de frégate (capitán de fragata) Philippe Tailliez que De Corlieu había concebido por primera vez sus palettes de propulsion («paletas de propulsión») en 1924 cuando en realidad había empezado a concebirlas diez años antes. Después, en abril de 1933, De Corlieu registró una patente (n.° 767013, que además de aletas en los pies también las incluía para las manos, en forma de cuchara), patente que designó como propulseurs de natation et de sauvetage («propulsores de natación y de salvamento»). En 1939, y tras años de dificultades, De Corlieu pudo iniciar al fin la producción en serie de sus aletas, que hasta entonces había tenido que fabricar en su apartamento de París. En ese mismo año de 1939, el estadounidense Owen P. Churchill le compró una licencia a De Corlieu para fabricar sus aletas en Estados Unidos. Owen Churchill comenzó así a comercializarlas bajo el nombre de «swimfins» y las propuso a la Armada de los Estados Unidos, quien las adquirió desde 1940.
Las aletas de Owen Churchill fueron utilizadas por los buzos militares de la armada estadounidense durante la Operación Neptuno, previa al desembarco de 1944 en Normandía y siguieron siendo fabricadas en Estados Unidos y en otras partes del mundo sin que De Corlieu tuviera pleno control sobre el respeto de sus patentes. De Corlieu intentó hacer valer el derecho al respeto de sus patentes durante años, incluso hasta mucho después de terminada la Segunda Guerra Mundial.

## Aplicación práctica
A las aletas se las usa especialmente en actividades que tienen que ver con los deportes acuáticos, como la natación, el bodyboard, la barrenada, el surf de rodilla, el hydrospeed y, naturalmente, el buceo, deporte al que están mayoritariamente destinadas.
Los buzos usan las aletas para moverse a través del agua más eficazmente porque los pies humanos brindan relativamente poco empuje, especialmente cuando el buceador lleva equipos que incrementan la resistencia hidrodinámica en el agua. Las aletas largas y monoaletas son usadas por apneístas y por nadadores de competición como un método de impulso que en vez de requerir una cierta frecuencia de movimiento de las piernas (como sucede con las aletas individuales para cada pie) requiere una rítmica ondulación del cuerpo, similar a la que ejecutan los delfines y otros cetáceos para desplazarse.